# Жабокшекі (гміна Пйонтек)
Жабокшекі (пол. Żabokrzeki) — село в Польщі, у гміні Пйонтек Ленчицького повіту Лодзинського воєводства.
Населення — 93 особи (2011).
У 1975-1998 роках село належало до Плоцького воєводства.

## Демографія
Демографічна структура станом на 31 березня 2011 року:
|          | Загалом | Допрацездатний вік | Працездатний вік | Постпрацездатний вік |
| -------- | ------- | ------------------ | ---------------- | -------------------- |
| Чоловіки | 49      | 16                 | 26               | 7                    |
| Жінки    | 44      | 9                  | 22               | 13                   |
| Разом    | 93      | 25                 | 48               | 20                   |